# Luiz Gustavo
Luiz Gustavo Dias (ur. 23 lipca 1987 w Pindamonhangabie) – brazylijski piłkarz występujący na pozycji defensywnego pomocnika w brazylijskim klubie São Paulo FC. Od 2016 roku posiada również niemieckie obywatelstwo.

## Kariera klubowa
Jest wychowankiem klubu SC Corinthians Alagoano. W styczniu 2007 roku dołączył do kadry pierwszego zespołu. Miesiąc później został wypożyczony na trzy miesiące do CRB Maceió. W sierpniu 2007 roku został wypożyczony na rok do niemieckiego klubu TSG 1899 Hoffenheim. Rok później włodarze Hoffenheim zdecydowali się na transfer definitywny zawodnika, który wyniósł milion euro.
W Bundeslidze zadebiutował 16 sierpnia 2008 roku w meczu z Energie Cottbus (3:0). Pierwszą ligową bramkę zdobył 18 września 2010 roku w meczu z 1. FC Kaiserslautern (2:2). Jego pierwszym oficjalnym meczem w barwach Bayernu Monachium, było spotkanie rozegrane 15 stycznia 2011 roku przeciwko VfL Wolfsburg (1:1). 16 sierpnia 2013 roku został zawodnikiem VfL Wolfsburg.
4 lipca 2017 roku przeszedł on do grającego w Ligue 1, Olympique Marsylia. Kwota transferu brazylijczyka wynosiła 12 mln euro. 2 września 2019 Luiz Gustavo podpisał czteroletni kontrakt z tureckim klubem Fenerbahçe. Zadebiutował 16 września w przegranym 3: 1 wyjazdowym meczu z Alanyasporem. Pierwszego gola dla klubu strzelił 26 października w wygranym u siebie 5: 1 z Konyasporem .
W roku 2022 Luiz Gustavo dołączył do saudyjskiego klubu Al-Nassr na roczny kontrakt, ponownie łącząc się z byłym menedżerem Rudim Garcią.

## Kariera reprezentacyjna
10 sierpnia 2011 w przegranym 2-3 towarzyskim meczu z Niemcami Luiz Gustavo zadebiutował w reprezentacji Brazylii zastępując w 86 min. André Santosa.